# Лангёйа
Ла́нгёйа (норв. Langøya) — третий по величине остров в Норвегии (за исключением островов архипелага Шпицберген), занимает площадь 850,2 км². Является частью региона Вестеролен, расположен в фюльке Нурланн к северу от острова Хиннёйа. Узкий пролив Сортланнссундет разделяет два острова: Лангёйа и Хиннёйа. Через пролив перекинут километровый мост Sortlandsbrua. На территории острова расположена коммуна Бё и частично коммуны Экснес, Сортланн и Хадсель. На острове находится несколько озёр, например, озеро Альсвогватнет.

## География

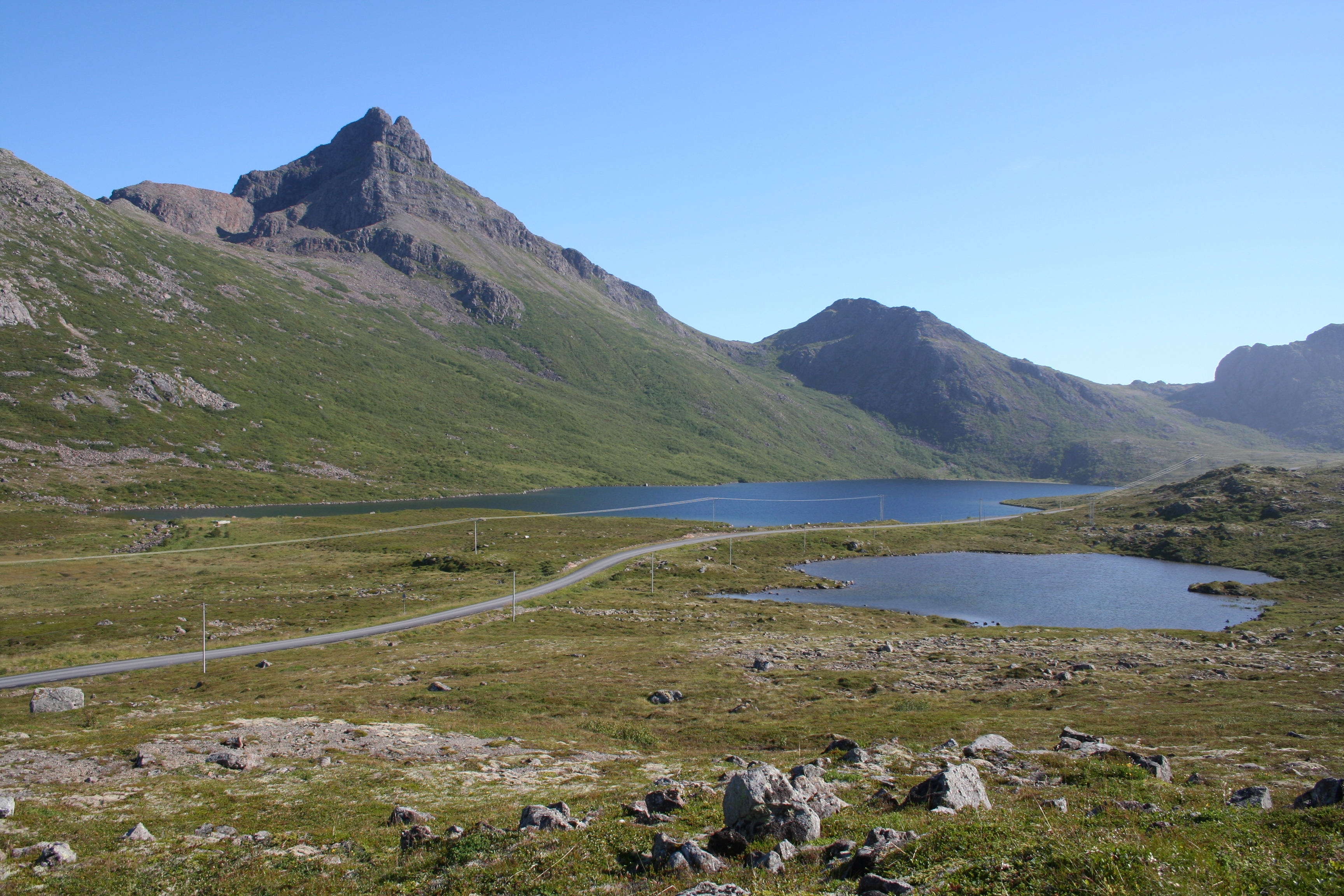
Холмистая западная часть острова Лангёйа возле Нюквога
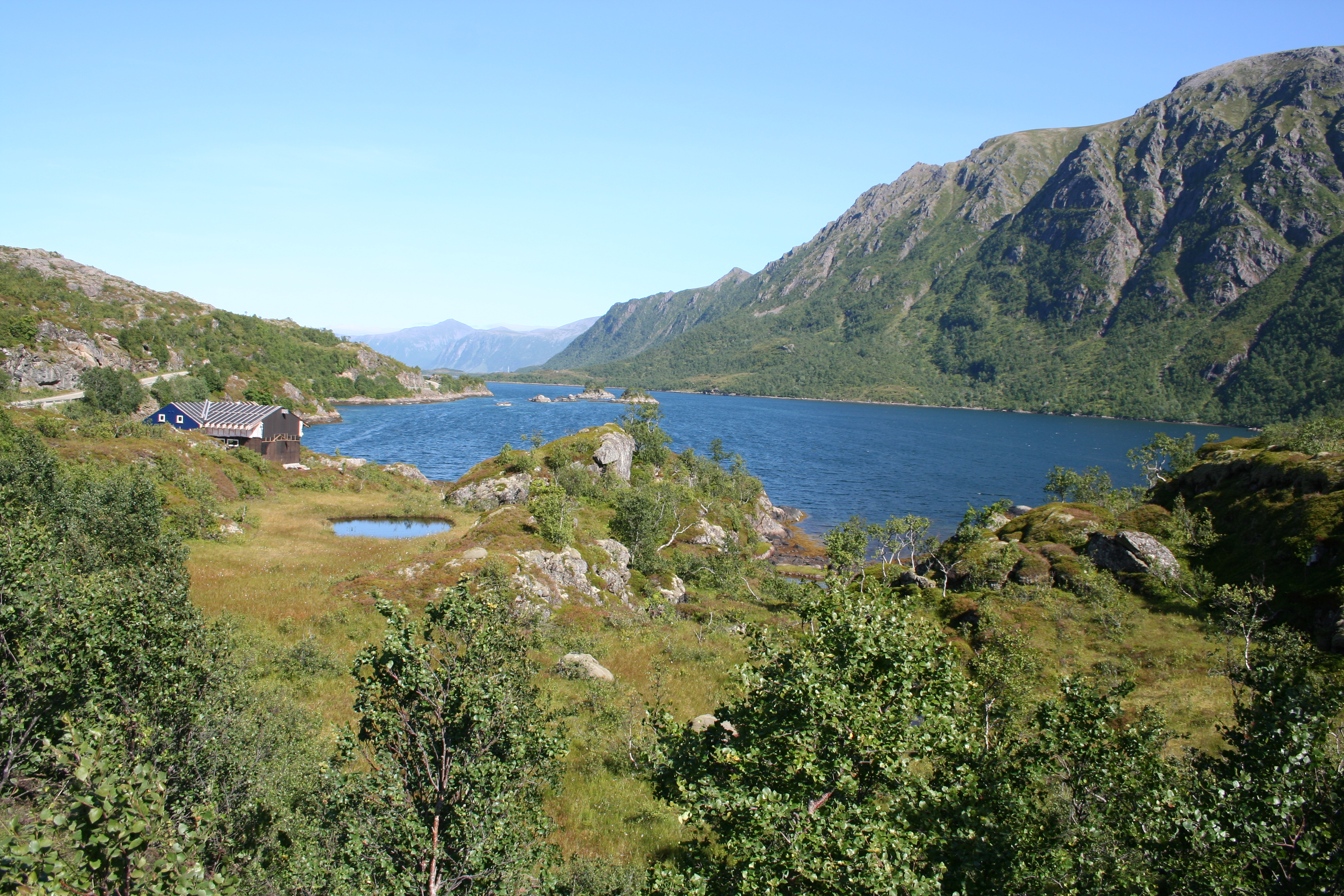
Литфьорд побережье острова иссечено большим количеством маленьких фьордов
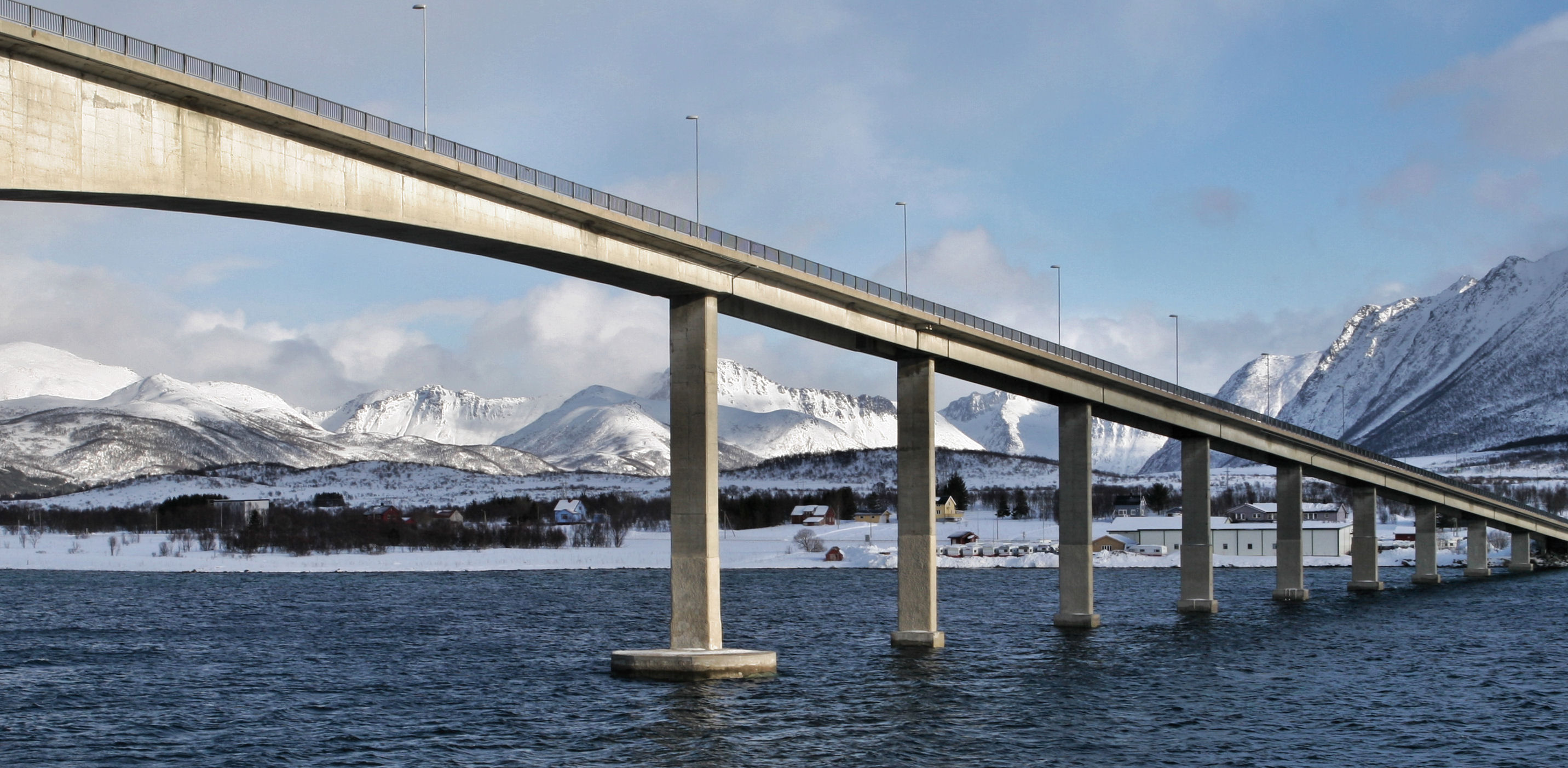
Мост Sortlandsbrua